# Тревизо-Брешано
Треви́зо-Бреша́но (итал. Treviso Bresciano) — коммуна в Италии, располагается в провинции Брешиа области Ломбардия.
Население составляет 584 человека (2008 г.), плотность населения составляет 34 чел./км². Занимает площадь 17 км². Почтовый индекс — 25070. Телефонный код — 0365.
Покровителем коммуны почитается святитель Мартин Турский, празднование 11 ноября.

## Демография
Динамика населения:

## Администрация коммуны
- Официальный сайт: